# Гролс Весте
Де Гролс Ве́сте (нід. De Grolsch Veste) — футбольний стадіон в Енсхеде. Домашній стадіон клубу «Твенте». Раніше стадіон називався «Арке». «Гролс Весте» вміщує 30 тис. глядачів, споруда знаходиться поруч з університетом Твенте.
«Гролс Весте» замінив старий стадіон «Дікман» 1998 року. Плани щодо розширення та модернізації старого стадіону «Дікман» були відкинуті і стадіон був знесений. Вартість будівництва нового стадіону на місці старого, оцінювалася приблизно в 33 млн гульденів і зайняла на будівництво чотирнадцять місяців, перший символічний камінь був закладений 31 січня 1997 року. Перший матч на новому стадіоні пройшов 10 травня 1998 року в рамках чемпіонату Нідерландів проти «ПСВ», матч завершився перемогою «Твенте» з рахунком 3:0.

## Галерея

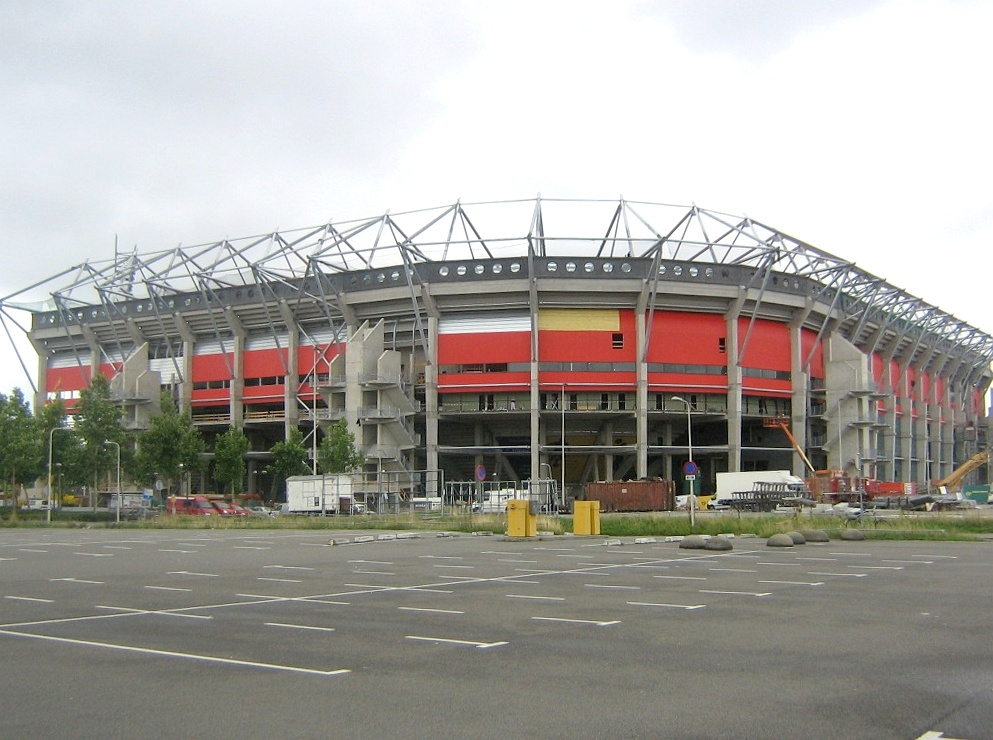
Вигляд збоку
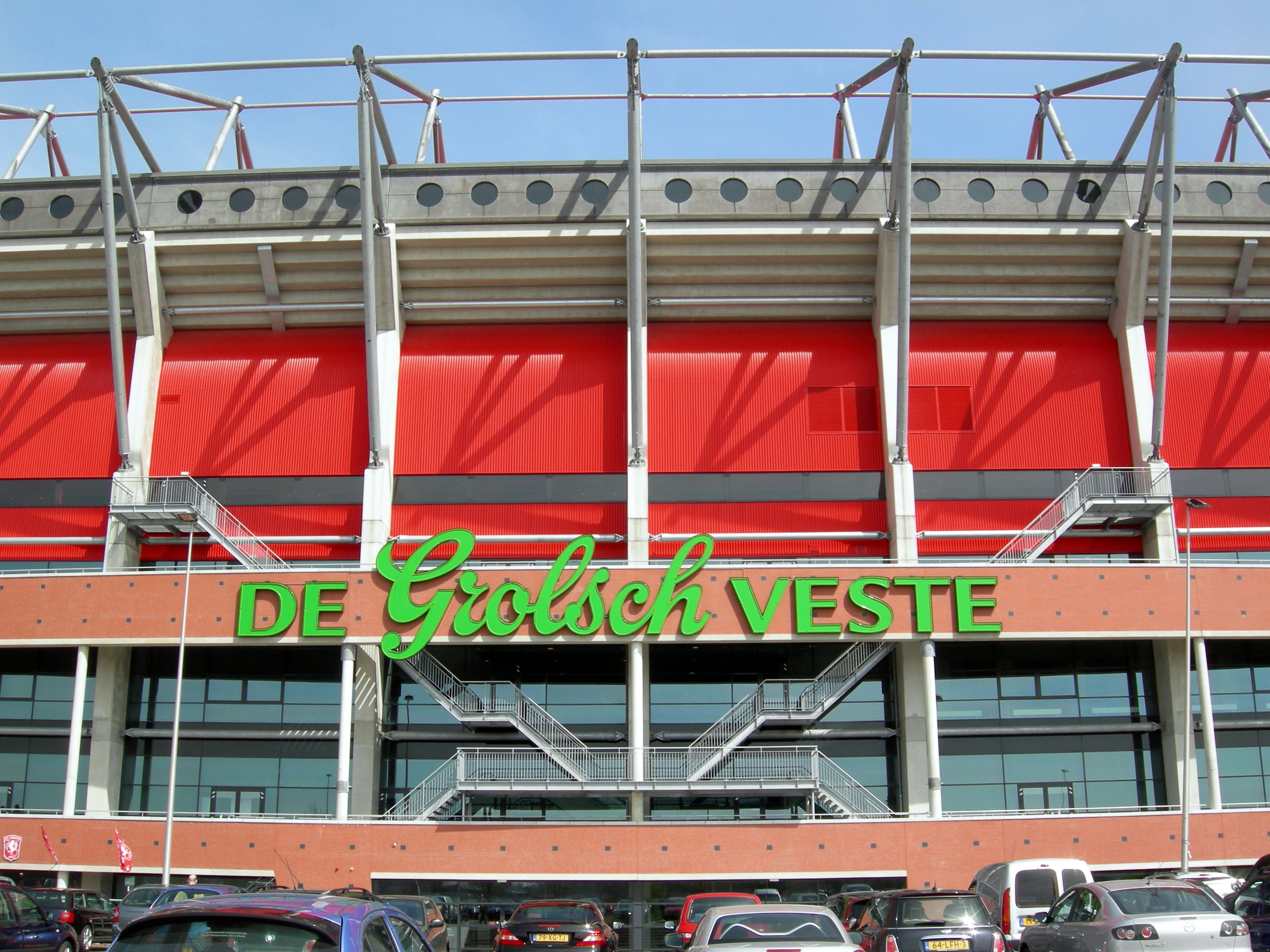
Головний вхід